# ناحیه اولد ریپلی، شهرستان باند، ایلینوی
ناحیه اولد ریپلی، شهرستان باند، ایلینوی (به انگلیسی: Old Ripley Township) یک منطقهٔ مسکونی در ایالات متحده آمریکا است که در شهرستان باند، ایلینوی واقع شده‌است. ناحیه اولد ریپلی ۸۶۷ نفر جمعیت دارد و ۱۷۳ متر بالاتر از سطح دریا واقع شده‌است.